# مهند الطاهر (كتائب القسام)
 مهند الطاهر مجاهد فلسطيني (1974 - 2002) ولد بخلة العامود، نابلس، قائد ميداني وأحد المهندسين الاوائل لكتائب عز الدين القسام ومن أبرز مهندسي المتفجرات وهو معروف بلقب المهندس رقم (4).

## تعليمه
درس بكلية الشريعة في جامعة النجاح الوطنية في نابلس.

## أحد الذين نالو لقب المهندس
أطلق على مهند لقب المهندس الرابع في كتائب القسام، علماً ان هناك العديد من المهندسين فيها، إلا ان أبرز هؤلاء في الضفة الغربية، قد لقّبوا بصفة المهندس متبوعاً برقمه، وهم بالترتيب:
1. يحيى عياش
2. محيي الدين الشريف
3. أيمن حلاوة
4. مهند الطاهر
5. محمد عبد الرحيم الحنبلي
6. إحسان شواهنة

## نشاطه
بدء عمله في الجناح العسكري لحماس بعمليات تفجيرية «استشهادية» في مدينة القدس بما يعرف بـعمليات محني يهودا 97 في سوق محني يهودا واهمها:
- عملية فندق بارك في 27-3-2002 أدت إلى مقتل 29 صهيونياً وجرح أكثر من 60 .
- عملية الدولدفناريوم في 1-6-2001 قُتل فيها 21 صهيونياً، وجُرح أكثر من 80 .
- العملية الأخيرة في 18-6-2002 بالقدس المحتلة والتي أدت إلى مقتل 19 وإصابة 50 آخرين.

كان من ضمن خلية القسامي عمار الزبن والمحكوم عليه في سجون الاحتلال بـ 27 مؤبدا، حيث نفذ مهند مع عمار العديد من العمليات الكبيرة، من وضع عبوات ناسفة وعمليات إطلاق نار.
وقام مهند سابقا بتدبير عمليات أخرى في سوق محني يهودا نفذها استشهاديان من نفس الخلية قتل خلالها 11 إسرائيلياً وجرح 150 اخرون.
وفي شهر آب من عام 1997 أرسل مهند والقائد محمود أبو هنود وآخرين أربعة استشهاديين من بلدة عصيرة الشمالية إلى شارع بن يهودا في القدس لتنفيذ عملية هناك فقتل في هذه العملية 17 من الصهاينة وجرح المئات.
المصادر الأمنية الإسرائيلية تقول ان مهند ورجاله مسؤولون عن قتل أكثر من 100 إسرائيلي وجرح المئات في تفجيرات متعددة.
وختم عمله بعملية في القدس في جيلو قبل نحو اسبوع من وفاته نفذها الاستشهادي محمد الغول وقتل خلالها 19 صهيونياً. وقد عجزت عملية السور الواقي التي نفذا الجيش الإسرائيلي عن منع هذه العملية.
وقد شاركه في نشاطه العديد من افراد القسام ومنهم: يوسف السوركجي، ونسيم أبو الروس، وجاسر سمارو، ومحمود أبو هنود، وطاهر جرارعة.

## قيادته للكتائب
استلم مهند قيادة كتائب القسام في نابلس بعد مقتل القادة يوسف السركجي، ونسيم أبو الروس، وجاسر سمارو، وكريم مفارجة، وقاد خلايا الكتائب بحكمة في ظروف صعبة مع بدء الجيش الإسرائيلي بعملية السور الواقي وملاحقة السلطة الفلسطينية التابعة لحركة فتح له.

## في سجن السلطة الفلسطينية
قامت الأجهزة الأمنية التابعة للسلطة الفلسطينية وتحديداً جهاز الأمن الوقائي باعتقاله على خلفية التفجيرات التي حدثت، واقتادته إلى سجن أريحا، لاكثر من 70 يوماً قضاها بالتحقيق، ثم نقل بعدها بعدة أشهر إلى سجن جنيد في مدينة نابلس والذي مكث فيه نحو 3 سنوات نفذ خلالها ومن معه أكثر من عملية اضراب عن الطعام استمرت احداها 36 يوما متواصلة مطالبين بالإفراج عنهم ومحاولين تحقيق طلب الاستمرار في دراستهم اثناء الاعتقال، ثم تم الإفراج عنه بعد ان قضة نحو 3 سنوات في الاسر.

## محاولات اغتياله
تعرض لمحاولة الاغتيال مرتين، حيث كان من المقرر أن يكون مع القائد محمود أبو هنود ليلة اغتياله من قبل جيش الاحتلال الإسرائيلي، ولكن تأخر ذهابه للموعد مع أبي هنّود حيث أغتيل أبو هنّود يومها.
والمرة الثانية نجا عندما اجتاح الجيش الإسرائيلي مدينة نابلس للمرة الثانية في شهر أيار 2002 حيث اشتبك مهند بصحبة القسامي علي الحضيري مع الجنود في إحدى الشقق في شارع غرناطة وسط مدينة نابلس وأوقعوا 3 قتلى صهاينة بين جنود وضباط الوحدات الخاصة الصهيونية، وقتل على اثرها القسامي علي الحضيري، في حين تعرض مهند للإصابة في يده وقدمه ولم يتمكن الجنود منه حيث فروا هاربين.

## وفاته
أغتيل هو ومساعده عماد دروزة مساء الأحد ربيع ثان 1423 هـ الموافق 30/6/2002م بعد معركة مع الجيش الإسرائيلي، حيث رفضوا تسليم نفسيهما لقوات الاحتلال الإسرائيلي، واصيب عدد من جنود الاحتلال حسب شهود العيان.